# Ортиджа
Орти́джа, Ортигия (итал. Ortigia, сиц. Ortìggia) — остров Ионического моря в бухте у восточного побережья Сицилии. В древности на острове стоял город-государство Сиракузы, один из крупнейших и богатейших на берегах Средиземного моря. С конца XIX века современный город Сиракузы с островом соединяют два моста. 
Топоним может быть переведён с греческого как «Перепелиный остров». Название было дано древними греками из-за присутствия перепелов и других мелких птиц. До начала греческой колонизации остров населяли сикулы. Стратегическое положение острова веками делало его яблоком раздора. В III веке до н. э. Сиракузы перешли под контроль Римской республики.